# Clodomiro Bustamante
El Teniente Clodomiro Bustamante fue un militar peruano que peleó en diferentes batallas importantes, la última de ellas, Arica, donde murió.
Nació en Yanahuara, Arequipa, y en la década de 1860 se enroló en el ejército, siendo partícipe del Combate del 2 de mayo en 1866, como subteniente, recibiendo un Diploma de Vencedor del 2 de mayo, en febrero de 1867. En septiembre de ese mismo año participa en la revolución encabezada por el ese entonces vicepresidente de la República Pedro Díez-Canseco, contra el gobierno de Mariano Ignacio Prado; al triunfar esta revuelta, fue ascendido a Teniente Efectivo de Infantería, en enero de 1868.
Después de luchar al lado de Díez-Canseco, se retiró del servicio y se dedicó a actividades comerciales en su natal Yanahuara. Al estallar la Guerra del Pacífico, se reincorporó al ejército como teniente efectivo de Infantería. Peleó en la batalla de Arica, el 7 de junio de 1880, muriendo allí.
Bustamante estaba casado con Elisa Menéndez, con quien tuvo varias hijas.